# Avram Davidson
Avram Davidson (Yonkers, New York, 1923. április 23. – Brementon, Washington, 1993. május 8.) amerikai sci-fi-szerző.

## Élete
1962 és 1964 között a The Magazine of Fantasy and Science-Fiction főszerkesztője volt.

## Munkássága
1954-ben jelent meg első elbeszélése. Négy évvel később Hugo-díjat nyert a magyarul is megjelent „Ha a tengerek minden osztrigája…” című művével. 1962-ben írta első regényét a Joyleg-et, Ward Moore-al közösen. Regénysorozatot írt dr. Eszterhazyról, a párhuzamos valóságban tevékenykedő magánnyomozóról.

## Díjai
- 1958: Or All the Seas with Oysters (Ha a tengernek minden osztrigája…), Hugo-díjas novella
- több jelölés a Hugo- és Nebula-díjra egyaránt